# Силицид калия
Силицид калия — бинарное неорганическое соединение
калия и кремния с формулой {\displaystyle {\ce {KSi}}},
тёмные кристаллы,
самовоспламеняется на воздухе (со взрывом).

## Получение
- Реакция кремния с избытком расплавленного калия в атмосфере аргона (с последующей отгонкой непрореагировавшего калия в вакууме):

{\displaystyle {\mathsf {K+Si\ {\xrightarrow {600-650^{o}C}}\ KSi}}}

## Физические свойства
Силицид калия образует тёмные блестящие кристаллы
кубической сингонии,
пространственная группа P 43m,
параметры ячейки a = 1,262 нм.